# Frontier Works
Frontier Works (株式会社フロンティアワークス Kabushiki Gaisha Furontia Wākusu?) es una compañía japonesa especializada en la creación y distribución de medios de comunicación relacionados con el anime, como productores de OVAs, los programas de radio, CDs de teatro, bandas sonoras de anime, u otros productos relacionados. La empresa fue fundada en agosto de 2002.

## Proyectos

### Anime
- Air
- Binbō Shimai Monogatari
- Comic Party
- Esper Mami
- Gun Parade March: Arata Naru Kōgen Uta
- Hetalia: Axis Powers
- Higurashi no Naku Koro ni
- Jewelpet Twinkle
- Karin
- Maria-sama ga Miteru
- Marmalade Boy
- Papuwa
- Saiunkoku Monogatari
- Saiyuki Reload
- tactics
- The Mythical Detective Loki Ragnarok
- To Heart
- To Heart 2
- Tsuki wa Higashi ni Hi wa Nishi ni: Operation Sanctuary
- Wind: A Breath of Heart
- Zettai Muteki Raijin-Oh
- Nō-Rin

### OVA
- Aki Sora
- Mizuiro
- Saint Beast
- Utawarerumono

### Bandas sonoras
- Lucky Star
- Maria-sama ga Miteru 1
- Clannad Film Soundtrack (2007)

### CDs Drama
- Karneval Carnival
- Maria Holic
- Kamui
- Drama CD Lucky Star
- DJCD Maria-sama ga Miteru
- Venus versus Virus
- Higurashi no Naku Koro ni
- Black Butler
- Sekirei Original Drama CD
- Cat Paradise
- Triggerheart Exelica Parallel Anchor
- Taishō Baseball Girls: Young Ladies Hiking
- Pandora Hearts Drama CD
- Yandere Kanojo